# Ivittuut
Ivittuut, (în denumirea veche Ivigtût) este, din 1951, este cea mai mică municipalitate din Vestul Groenlandei. Se învecinează cu municipalitatea Narsaq la nord, est și sud, iar la vest cu Marea Labrador. Se află pe coasta fiordului Arsuk.
Ivittuut a fost fondat ca și oraș  datorită descoperirii în 1806, de criolită în zonă și a deschiderii unor exploatări minere, în 1865. Depozitele minerale au fost extrase complet până în 1987, când orașul și-a pierdut susținerea economică datorată minelor. Actualmente orașul este abandonat, unica așezare populată din zonă fiind cea a bazei navale Kangilinnguit (Grønnedal) care va rămâne aici. Municipalitatea există doar de jure, în viitor fiind probabilă integrarea ei în municipalitatea Narsaq.